# Жаворонков, Василий Антонович
Жаворонков Василий Антонович (3 августа 1918, Петроград — 12 сентября 2000, Санкт-Петербург) — советский живописец, член Санкт-Петербургского Союза художников (до 1992 года — Ленинградской организации Союза художников РСФСР).

## Биография
Родился 3 августа 1918 года в Петрограде. Учился в 1934—1937 в Ленинградском художественно-педагогическом техникуме у М. Асламазян и В. Орешникова, в 1937—1938 на отделении живописи в ЛИЖСА. В 1938 был призван во флот. Участник Великой Отечественной войны. Воевал мичманом на кораблях Северного флота. Награждён орденом Красной Звезды, медалями «За боевые заслуги», «За оборону Советского Заполярья», «За победу над Германией».
Участвовал в выставках с 1955 года. Писал портреты, тематические картины, пейзажи. Занимался монументальной живописью, работал оформителем в Комбинате живописно-оформительского искусства ЛО ХФ РСФСР. Среди созданных произведений «Портрет командующего Северным флотом вице-адмирала В. И. Платонова» (1942), картины «В забое» (1953), «Рыбаки. Стрельня», «Зима. Окрестности Гатчины», «Зеленогорск. Художники на этюдах» (все 1954), «Портрет матери», «Полдень», «Стога» (все 1956), «Анапа. В дюнах» (1958), «Выборг. Торговый порт» (1961), «Ленинград. Театральная площадь», «Я — гражданин Советского Союза» (обе 1970), «Портрет хирурга Р. Мельникова» (1972), «Строительство Дороги жизни», «Профессор Р. Мельников с ассистентами» (обе 1975), «Групповой портрет врачей больницы им. В. Куйбышева» (1976), «Ещё одна жизнь спасена» (1977), «Ночная операция» (1980), «Портрет капитана медицинской службы А. А. Жаворонковой» (1981) и другие.
Скончался 12 сентября 2000 года в Санкт-Петербурге.
Произведения В. А. Жаворонкова находятся в музеях и частных собраниях в России и за рубежом.